# Pleosporales
Pleosporales é a maior ordem da classe de fungos Dothideomycetes, incluindo 23 famílias, pelo menos 332 géneros e cerca de 5000 espécies. A maioria das espécies são saprobiontes que crescem sobre matéria vegetal em decomposição imersa em água doce, água salgada ou em ambientes terrestres, mas várias espécies ocorrem associadas com plantas vivas, das quais são epífitas ou parasitas, incluindo algumas endófitas.

## Descrição
As espécies melhor estudadas entre os Pleosporales são aquelas que causam importantes doenças em culturas com importância comercial, como Cochliobolus heterostrophus (que causa a murchidão das folhas do milho), Phaeosphaeria nodorum (anteriormente Stagonospora nodorum que causa o morrão do trigo) e Leptosphaeria maculans (que causa o morrão negro em couves e outras culturas do género Brassica).
Algumas espécies de Pleosporales ocorrem em estrumes e um pequeno número forma fungos liquenizados e fungos incrustantes de rochas.
O mais antigo mebro conhecido dos Pleosporales é o extinto género Margaretbarromyces, descrito a partir de estratos geológicos do Eoceno da ilha de Vancouver, British Columbia.

## Géneros emincertae sedis
Alguns géneros de Pleosporales permanecem numa posição taxonómica incerta (incertae sedis), não tendo sido alocados a qualquer família. Entre esses géneros encontram-se os seguintes:
- Amarenomyces
- Anguillospora
- Aquaticheirospora
- Ascochyta
- Ascochytella
- Ascochytula
- Ascorhombispora
- Ascoronospora
- Berkleasmium
- Boeremia
- Briansuttonia
- Centrospora
- Cheiromoniliophora
- Cheirosporium
- Clavariopsis
- Coronospora
- Dactuliophora
- Dictyosporium
- Didymella
- Didymocrea
- Digitodesmium
- Elegantimyces
- Extrusothecium
- Farlowiella
- Fusculina
- Helicascus
- Herpotrichia
- Hyalobelemnospora
- Immotthia
- Lentithecium
- Leptosphaerulina
- Letendraea
- Macroventuria
- Margaretbarromyces
- Massariosphaeria
- Metameris
- Monoblastiopsis
- Mycocentrospora
- Mycodidymella
- Neopeckia
- Neophaeosphaeria
- Ocala
- Ochrocladosporium
- Paraliomyces
- Passerinula
- Periconia
- Phaeostagonospora
- Phoma
- Protocucurbitaria
- Pseudochaetosphaeronema
- Pseudodidymella
- Pseudotrichia
- Pyrenochaeta
- Rhopographus
- Setomelanomma
- Shiraia
- Speira
- Sporidesmium
- Sporocybe
- Stagonosporopsis
- Subbaromyces
- Tingoldiago
- Trematosphaeriopsis
- Versicolorisporium
- Wettsteinina
- Wicklowia